# 방글라데시-영국 관계
방글라데시-영국 관계는 방글라데시와 영국 간의 외교 관계이다. 방글라데시와 영국은 모두 영연방과 유엔의 회원국이다.

## 역사
영국과 방글라데시의 관계는 1757년 벵골 지역이 영국령 인도로 병합되었던 시기까지 거슬러 올라간다. 방글라데시 독립 전쟁 당시, 영국은 분쟁을 피해 탈출한 외교관들과 민간인들에게 피난처를 제공하였다. 또한 영국 정부와 정치인, 언론은 방글라데시에서 벌어진 잔학 행위들에 비판적인 입장을 보였으며, 일부는 동파키스탄 해방군에 대한 동정심을 표현하기도 하였다. 1972년 2월 4일, 영국은 방글라데시를 독립 국가로 공식 승인하였으며, 이는 이후 다른 유럽 및 영연방 국가들이 방글라데시를 승인하는 계기가 되었고, 방글라데시는 1972년 4월 18일, 영연방에 가입하였다. 오늘날 영국에는 서구권에서 두 번째로 큰 방글라데시 디아스포라 공동체가 형성되어 있으며, 그 수는 약 50만 명에 달한다. 이들 대부분은 실렛 지역에 뿌리를 두고 있다. 유럽 최대 규모의 야외 아시아 축제인 보이샤키 멜라는 방글라데시 문화를 기념하는 행사로, 런던에서 개최된다.
1971년, 라비 샹카르의 절박한 호소를 들은 전 비틀즈의 리드 기타리스트 조지 해리슨은 뉴욕 매디슨 스퀘어 가든에서 열린 콘서트 포 방글라데시를 공동 기획하였다. 당시 방글라데시는 홍수와 기근, 그리고 방글라데시 독립 전쟁으로 인해 심각한 피해를 입었으며, 약 1,000만 명이 고향을 떠나 피난길에 올라야 했다. 이들 가운데 대부분은 여성과 아동이었다. 콘서트 포 방글라데시는 록 음악 역사상 가장 선도적인 인도주의적 프로젝트 가운데 하나로 평가되며, 방글라데시의 위기에 대한 국제사회의 관심을 집중시키는 한편 유니세프와 개발도상국에서의 그 역할에 대한 인식을 높이는 데 기여하였다.

## 현대 관계
2008년 3월, 파크루딘 아흐메드는 영국을 방문해 영국 총리 관저인 다우닝가 10번지에서 회담을 갖고, 대테러 협력과 최빈개도국(LDC)에 대한 무관세 혜택 확대를 포함한 국방 및 무역 부문에서의 영국의 투자 확대와 협력 강화 방안을 논의하였다. 영국은 방글라데시에 대한 최대 외국인 투자국이며, 미국과 독일에 이어 방글라데시 제품의 세 번째로 큰 수출 시장이다.
같은 해 싱가포르에서 열린 제7차 ISS 아시아 안보 정상회의(일명 샹그릴라 대화)에서 방글라데시의 외교 고문 이프테카르 아흐메드 초두리는 영국 국방장관 데스 브라운과 별도 회담을 갖고 양국 간 안보 및 국방 관계에 대해 논의하였다. 브라운 장관은 방글라데시의 현대화 가치가 영국 내 방글라데시 디아스포라 사회에도 전달되기를 바란다고 밝혔다.

## 무역 및 투자
2007년부터 2012년 사이, 영국과 방글라데시 간 재화 및 서비스 분야의 양자 교역은 119% 이상 증가하였다. 2013년 영국은 방글라데시에 4억 5천만 파운드 규모의 재화 및 서비스를 수출했으며, 이 가운데 71%는 서비스 부문이었다. 2014년 영국의 대방글라데시 상품 수출액은 1억 3,100만 파운드였다. 2013년 기준 영국의 주요 대방글라데시 수출 품목에는 의료용 원자로, 보일러, 기계 및 기계 부품, 전기 기계 및 장비, 음향 및 영상 기록, 재생 장비와 그 부품 및 액세서리, 철강, 식품 산업 부산물, 동물 사료 등이 포함된다.
영국은 미국과 독일에 이어 방글라데시의 세 번째로 큰 단일 수출 시장이다. 방글라데시의 대영국 수출은 지속적으로 연간 성장세를 보여왔으며, 2010~2011년 회계연도 기준 총 수출액은 20억 100만 달러로, 전년 대비 33% 증가한 수치였다. 방글라데시에 진출한 주요 영국 기업으로는 아벤티스, 버저 페인트, BOC 방글라데시, 브리티시 아메리칸 타바코, 케언 에너지, 던컨 브라더스, GEC, 글락소스미스클라인, GCM 에너지, HSBC, 제임스 핀레이, 메그나 에너지, P&O 네들로이드, 프라이스워터하우스쿠퍼스, 레킷벤키저, 스탠다드차타드, 텟틀리, ACI, 툴로 방글라데시, 유니레버, 월드텔 등이 있다. 영국은 방글라데시에 대한 주요 송금국 가운데 하나이며, 현재 송금 규모 기준으로 다섯 번째에 해당한다. 2009년부터 2011년 사이 영국에서 방글라데시로 송금된 총액은 8억 9천만 달러에 달한다.
2012~2013년 회계연도 동안 방글라데시는 영국에 총 22억 달러 상당의 상품을 수출했고, 영국으로부터 20억 달러 상당의 상품 및 서비스를 수입하였다.